# Кіллінгворт (Коннектикут)
Кіллінгворт (англ. Killingworth) — місто (англ. town) в США, в окрузі Міддлсекс штату Коннектикут. Населення — 6174 особи (2020).

## Демографія
Згідно з переписом 2010 року, у місті мешкало 6525 осіб у 2474 домогосподарствах у складі 1913 родин. Було 2598 помешкань
Расовий склад населення:
| - 96,4 % — білих - 1,1 % — азіатів - 0,7 % — чорних або афроамериканців - 0,2 % — корінних американців - 0,1 % — вихідців з тихоокеанських островів |

До двох чи більше рас належало 1,3 %. Частка іспаномовних становила 2,2 % від усіх жителів.
За віковим діапазоном населення розподілялося таким чином: 23,9 % — особи молодші 18 років, 60,1 % — особи у віці 18—64 років, 16,0 % — особи у віці 65 років та старші. Медіана віку мешканця становила 46,5 року. На 100 осіб жіночої статі у місті припадало 97,2 чоловіків;  на 100 жінок у віці від 18 років та старших — 95,5 чоловіків також старших 18 років.
Середній дохід на одне домашнє господарство  становив 135 898 доларів США (медіана — 113 413), а середній дохід на одну сім'ю — 153 404 долари (медіана — 130 263). Медіана доходів становила 82 375 доларів для чоловіків та 63 807 доларів для жінок. За межею бідності перебувало 3,4 % осіб, у тому числі 2,8 % дітей у віці до 18 років та 1,0 % осіб у віці 65 років та старших.
Цивільне працевлаштоване населення становило 3424 особи. Основні галузі зайнятості: освіта, охорона здоров'я та соціальна допомога — 30,2 %, науковці, спеціалісти, менеджери — 13,2 %, виробництво — 11,7 %.